# Ковачевско кале
Ковачевското кале е късноримската крепост, която се намира на 6 км западно от гр. Попово, в непосредствена близост до съвременния път Попово – Бяла.
Първоначално става известна на науката, благодарение на чешкия археолог Карел Шкорпил под името „Ковачовешко кале“, поради тогавашния изговор на най-близкото до нея село, наричано тогава „Ковачовец“ .
Крепостта е разположена в равна малка долина, образувана при вливането под остър ъгъл в река Ковачевска (Ерек дере) на нейния северозападен приток – Чепез дере. Пряка видимост към нея в древността е имало единствено от изток и от запад, по течението на малката река, а от север и от юг крепостта е оставала закрита от три средно високи плата.
В края на мезозойската ера, по време на горната креда, районът, в който милиони години по-късно е построена тази късноримска крепост, е бил дъно на топло тропическо море. За това свидетелстват многобройните, намирани в отлаганията, ростуми на белемнити – главоноги мекотели от клас Cephalopoda.
От началото на месец септември 2010 г. територията на крепостта от 40 000 кв. м е предоставена на община Попово от Министерския съвет на РБ за безвъзмездно управление, с цел кандидатстване за нейното развитие като туристически обект по европейските програми и фондове.
Съвременните координати на крепостта са: 43°21'33.31"С и 26° 8'45.36"И.
Крепостта е обявена за паметник на културата под № 19 в Държавен вестник, брой 70 от 31.08.1976 г.

## Фортификация
Мощна крепостна стена с дебелина около 3,20 м, построена през IV век, е опасвала една обширна територия от около 40 – 45 дка. Била е снабдена със 17 издадени пред стената кули, 14 от които са били с U-образна форма, разположени почти симетрично по цялата ѝ дължина, с изключение на тези при портите, и 4 кули с кръгла форма, разположени в ъглите на крепостта. Две порти (северна и западна) и мост (днес обезличен), построен над река Чепез дере, са допълвали останалите елементи от крепостното строителство, а подземен водопровод, изграден от глинени тръби, спускащ се към крепостта от разположените северозападно на няколко километра от нея близки височини (хълм Калакоч), е захранвал крепостта с питейна вода.

## Проучвания и резултати

### Разкрития
Въпреки кратките проучвателни сезони и неголемия брой участници в редовните проучвания, започнали през 1990 г. и продължаващи с различни темпове до днес, изцяло са разкопани общо 5 кули: 2 по северната крепостна стена, заедно със стената, заключена между тях и началото на каменната стълба за изкачване върху площадката на стената от защитниците на крепостта, 2 кули, защитаващи Западната порта на крепостта, и една кула от Западната крепостна стена. Разкрити са руините на едно малко езическо светилище в югозападната част на крепостта, на монументална двуделна сграда, намираща се в непосредствена близост до светилището, на голяма, правоъгълна, едноделна постройка от византийската епоха, стъпила и пресичаща едновременно монументална сграда от IV век, и една силно разрушена сграда от IV век, намираща се в южната част на крепостта.

### Датировка на построяването
Въз основа на обилния нумизматичен материал, подемните материали и тухлите с фирмени и императорски печати, откривани върху изпадалите от зидовете тухли или на място върху руините на зидовете от IV век от укрепителната система на Калето, се смята за доказано, че грандиозната строителна дейност по укрепяването на този средно голям за епохата си град е извършена по време на съвместното управление на императорите Лициний I и Константин I Велики като августи, между 308 и 324 г.

### Строителни периоди
В процеса на проучванията, подобно на други археологически обекти от този период, са установени три основни обособили се пласта, образувани от рушевините на сградите, едно аварийно укрепване, което е извършено най-вероятно след разрушително земетресение, повредило каменните сгради от най-ранния период на съществуването на крепостта, и един непроучен, най-ранен пласт, предхождащ с векове изграждането на Калето, свързан с късножелязната епоха.
Първият период от живота на крепостта започва с нейното построяване и приключва с пожар, предизвикан от опустошенията, извършени от въстаналите готи, по времето на т. нар. „Втора готска война“. Тънко хумусно наслояване над този пласт в кула № 12 показва, че животът в крепостта, или поне в отделни нейни части, не е възобновен веднага след края на Готските войни от 376 – 382 г. От този пласт произхождат многобройните монети, отсечени от император Лициний I до император Валент.
Вторият, по-късен и по-дебел пласт, е образуван от изцяло опожарените и разрушени гъсто и непланомерно, понякога и верижно построени, жилища с паянтова конструкция по време на най-силните хунски нашествия около средата на V век (около 447 г.). От този пласт са и най-многобройните медни монети, най-ранните от които са все още от IV век, а най-късните са отсечени при императорите Теодосий II и Валентиниан III.
Върху неразчистените останки от разрушенията, предизвикани от набезите на хуните на Атила, се намира най-тънкият и най-пострадалият от земеделското обработване на земята в наше време и от разграбването на камъните от Калето в началото на XX век последен пласт, образуван от руините на унищожените от аварите през 80–90-те години на VI век, отново паянтови, постройки на крепостта. Откритите в този пласт монети са отсечени при императорите Анастасий I, Юстиниан I и Юстин II.
Най-късните открити монети в този пласт са фолисите, отсечени при император Юстин II през 578 г.
Всички останали открити монети и предмети от IV век пр. Хр., от III в., както и от X и XI век и др. от територията на крепостта, не са свързани с нейния живот, а показват само приемствеността на живот в тази местност през вековете.